# 森田清
森田 清（もりた きよし、1939年3月29日 - 2020年11月8日）は、日本の経営者。石川県金沢市出身。

## 経歴
1957年に学習院大学政経学部経済学科を卒業し、同年に第一製薬に入社。
1991年6月に取締役に就任し、常務、専務を経て、1999年6月に社長に就任した。2005年9月には三共との合併により発足した第一三共の会長に就任した。日本製薬団体連合会会長、日本ABC協会会長も務めた。
2011年旭日重光章受章。
2020年11月8日、食道がんのために死去。81歳没。